# Matías Carrera
Matías Ezequiel Carrera (Cipolletti, Argentina, 22 de diciembre de 1996) es un futbolista argentino-chileno que juega como lateral derecho en San Antonio Unido de la Segunda División Profesional de Chile.

## Trayectoria
Oriundo de Cipolletti, llegó a las divisiones inferiores del Club Cipolletti a los 14 años desde San Martín de Cipolletti. Debutó en 2015 con El Cipo, llegando a jugar más de 100 partidos oficiales con el conjunto de su ciudad.
En enero de 2022, se anunció su fichaje por Deportes Iquique de la Primera B de Chile.Luego de dos temporadas en los dragones celestes, y tras el ascenso a Primera División en 2023, deja el equipo, para ser anunciado su regreso a Cipoletti en febrero de 2024.

## Clubes
| Club              | País      | Año       |
| ----------------- | --------- | --------- |
| Cipolletti        | Argentina | 2015-2021 |
| Deportes Iquique  | Chile     | 2022-2023 |
| Cipolletti        | Argentina | 2024      |
| San Antonio Unido | Chile     | 2025-Act. |